# Crematogaster rogeri
Crematogaster rogeri is een mierensoort uit de onderfamilie van de Myrmicinae. De wetenschappelijke naam van de soort is voor het eerst geldig gepubliceerd in 1922 door Emery.